# US Airways

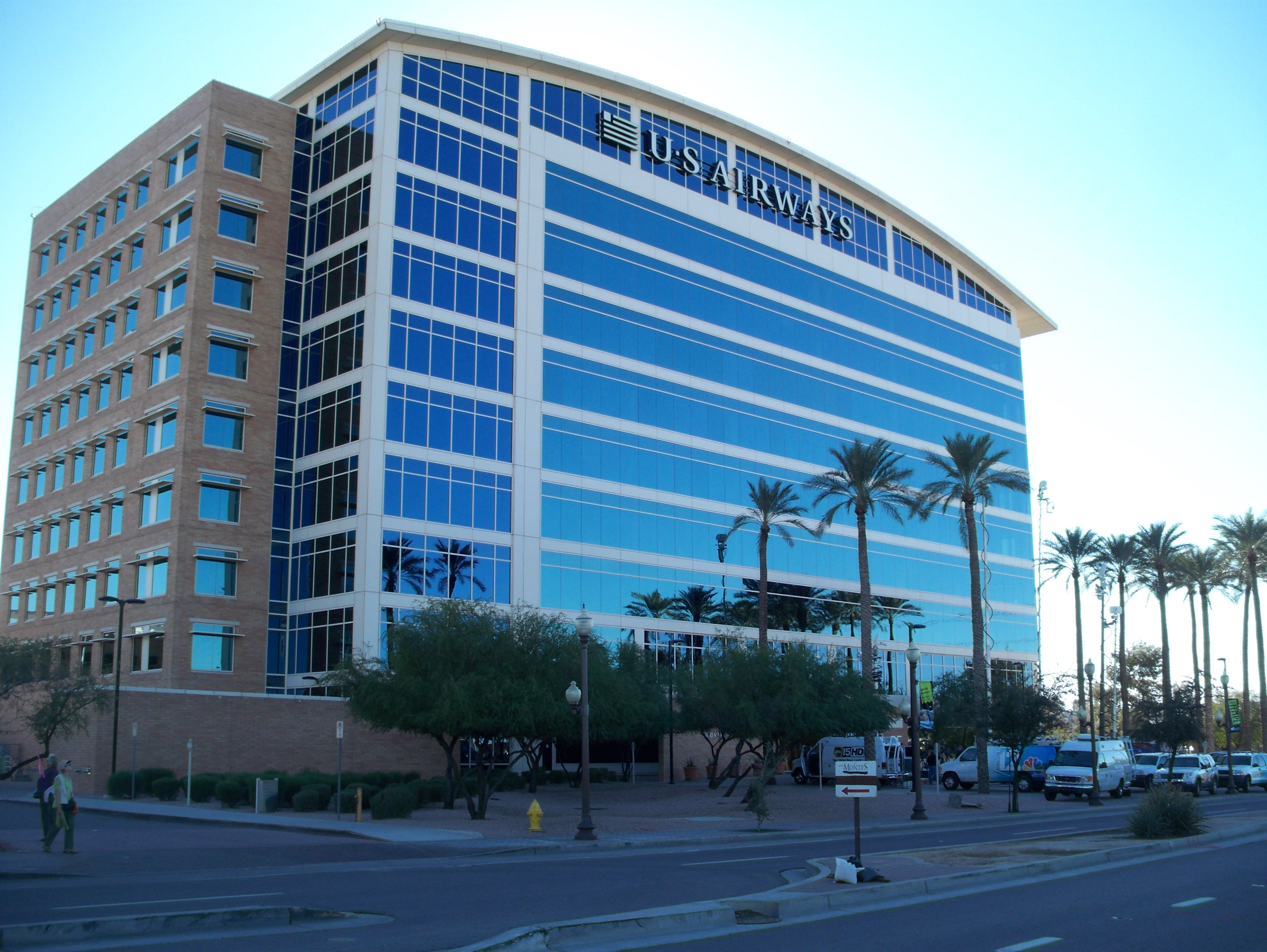
La sede di US Airways a Tempe in Arizona, già sede della America West Airlines.

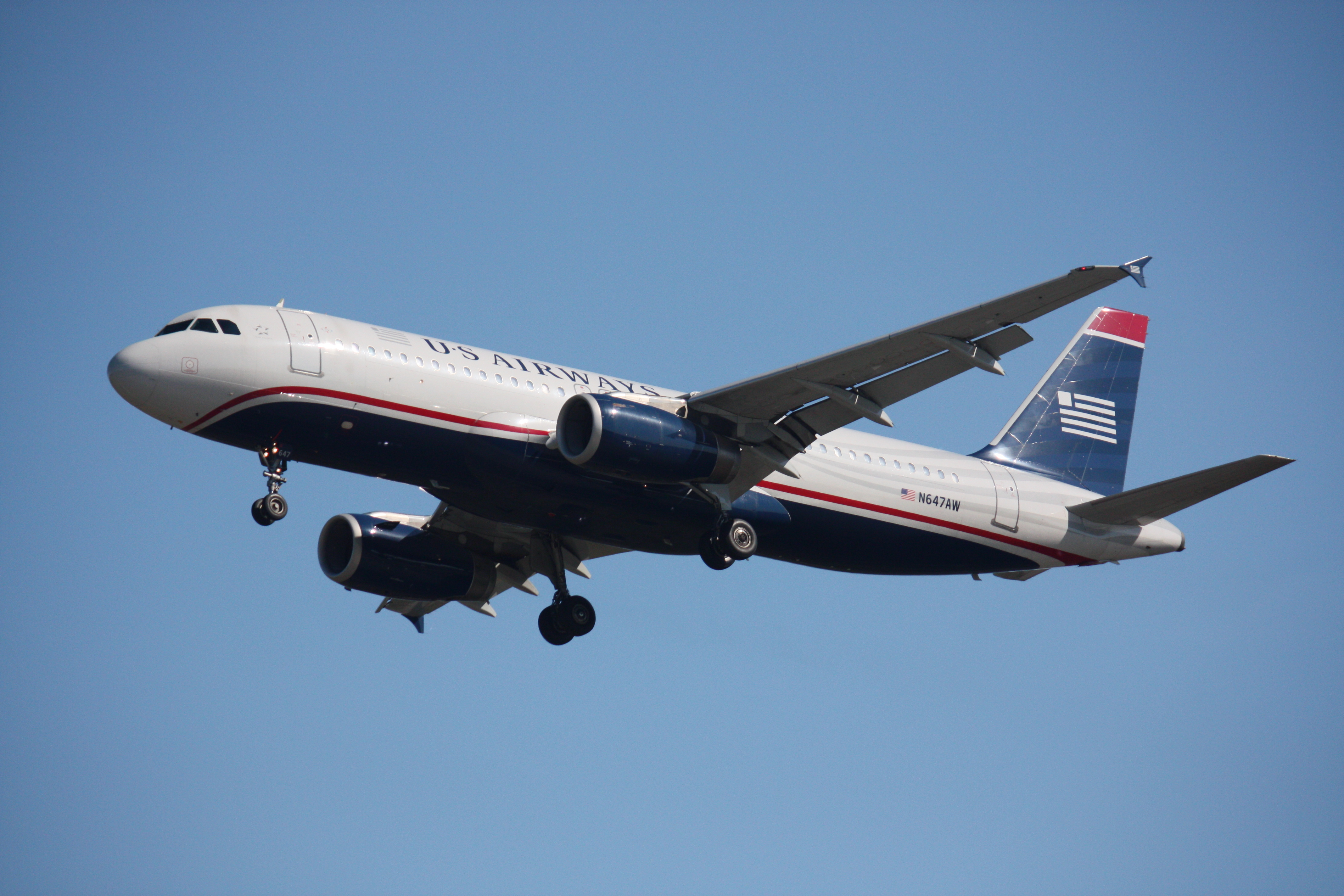
Un Airbus A320

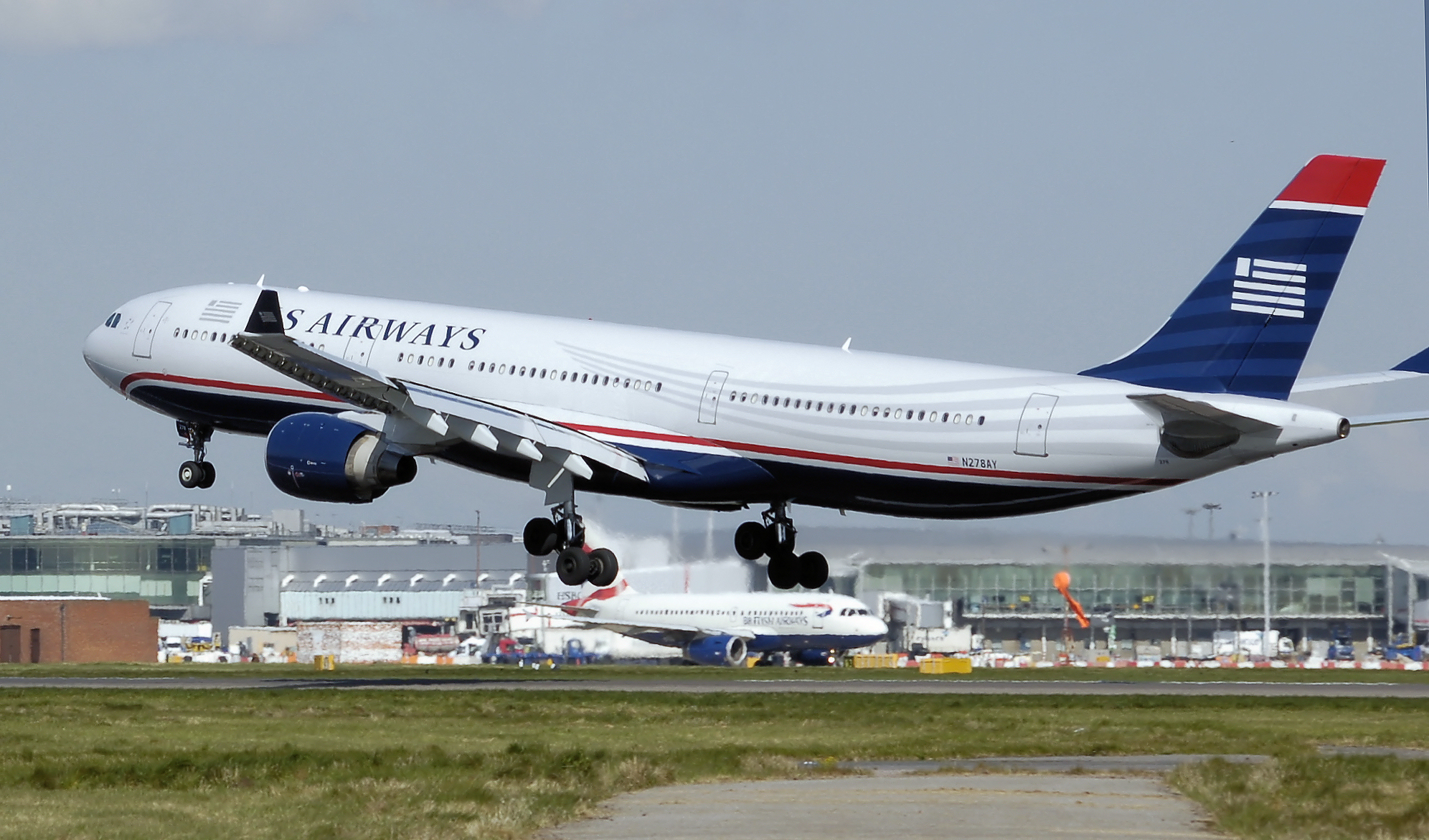
Un Airbus A330

US Airways era una compagnia aerea maggiore statunitense, acquistata dall'American Airlines Group nel 2013, che operava principalmente negli Stati Uniti, in America Centrale, nei Caraibi e in Europa con 193 destinazioni in 24 stati.
La compagnia, che faceva parte dell'alleanza Oneworld, contava su una flotta di oltre 340 velivoli, a cui si aggiungevano altri 278 jet regionali appartenenti a compagnie satelliti che facevano capo alla US Airways Express. US Airways era il maggior utilizzatore di aerei Airbus della famiglia A320.
Ogni giorno decollavano oltre 3 000 voli, la metà dei quali erano operati dagli hub di Charlotte, Filadelfia, Phoenix e Washington.
Nel 2013 US Airways si classificò 9ª compagnia aerea americana per il servizio complessivo offerto, arrivando in particolare quinta nella categoria della puntualità dei voli (85,9%). In quest'anno inoltre la compagnia ha avviato la fusione con American Airlines fondando la compagnia aerea più grande al mondo.
Il 17 ottobre 2015 sono terminate le operazioni con il nome di US Airways, continuando invece come parte integrante di American Airlines, come annunciato precedentemente da quest'ultima il 13 luglio 2015.

## Storia

### I primi anni
L'origine di US Airways risale al 1939, data della fondazione di All American Aviation, una piccola compagnia addetta al trasporto postale che operava in Pennsylvania, nell'Ohio e nel Virginia Occidentale dal suo hub a Pittsburgh. Il trasporto passeggeri è iniziato nel 1949, con collegamenti tra alcuni aeroporti della costa atlantica e quelli dell'entroterra statunitense operati col primo aereo civile, un Douglas DC-3: in questa occasione la compagnia è stata rinominata All American Airways. Nel 1953 si è passati al nome Allegheny Airlines. Sotto questo nome la compagnia ha acquistato il primo aviogetto, un DC-9, nel 1966. Successivamente si sono verificate le fusioni con Lake Central Airlines e Mohawk Airlines, rispettivamente nel 1968 e nel 1972: in quest'anno la compagnia si è classificata sesta più grande al mondo per passeggeri trasportati.

### Anni '70 e '80: l'espansione
Nel 1978 sono state aggiunte nuove destinazioni nel centro e nel sud-est degli Stati Uniti, in stati come Texas, Colorado, Arizona e Florida. Per evidenziare la presenza a livello ormai quasi nazionale della compagnia, si è deciso di rinominarla USAir.
Il raggiungimento di nuovi mercati ad alto potenziale come la Florida venne ostacolato dalla flotta a capacità ridotta: i Douglas DC-9 avevano una capacità di soli 90 posti. Nel 1979 perciò la compagnia si è rivolta alla McDonnell Douglas in cerca di un rimpiazzo, ma le trattative sono fallite. A questo punto perciò è subentrata la Boeing, che stava sviluppando la versione -300 del Boeing 737. Le aziende giunsero ad un accordo e la USAir divenne cliente di lancio del modello: il primo aereo venne consegnato il 28 novembre 1984.
Nel 1988 Pacific Southwest Airlines diventò una sussidiaria di USAir, mentre nel 1989 fu la volta di Piedmont Airlines. Grazie a questi due acquisti vennero aggiunte nuove destinazioni sulla costa ovest, specialmente in California, e fu possibile per USAir acquisire nuovi hub a Charlotte, Dayton, Syracuse e Baltimora. Inoltre vennero aggiunti alla flotta i primi Boeing 767-200ER, utilizzati per le prime rotte intercontinentali verso l'Europa. Le due società controllate continuano ad operare con grande successo anche oggi, sebbene i loro hub siano stati chiusi, con l'unica eccezione di Charlotte, che ad oggi è la base più importante della compagnia.

### Anni '90: il cambiamento
Nei primi anni del decennio avvenne un massiccio potenziamento dei collegamenti con l'Europa: oltre al già esistente volo Charlotte-Londra vennero aggiunti Francoforte (da Pittsburgh e Charlotte), Parigi, Madrid, Monaco e Roma (da Filadelfia), e successivamente ulteriori collegamenti con Londra da Baltimora e Washington. A questi anni inoltre risale la creazione di USAir Shuttle, un servizio di voli con cadenza oraria tra Boston e New York tuttora attivo.
Nel 1996 avvenne la svolta: Stephen Wolf diventò il nuovo amministratore delegato della compagnia portando una ventata di novità: il 6 novembre venne piazzato uno storico ordine di 240 aerei della famiglia Airbus A320, più 160 opzioni d'acquisto, come parte del piano di rinnovamento della flotta, successivamente seguito da un altro ordine per 14 Airbus A330-300 più 16 opzioni d'acquisto.
Pochi giorni dopo la compagnia annunciò il cambio di nome, che dal 27 febbraio 1997 sarebbe diventato US Airways, la nuova livrea ed il cambio di logo. Gli aerei vennero ridipinti, e quelli ordinati vennero consegnati direttamente nella nuova livrea. Nel corso del 1997 il nuovo logo, una bandiera degli Stati Uniti stilizzata, è stato progressivamente applicato ai biglietti, alle uniformi, ai gadget e al materiale pubblicitario. Inoltre, tutti questi elementi sono stati ridisegnati con i colori e lo schema della nuova livrea, per sfruttare al massimo quello che sarebbe stato in seguito definito un vero e proprio cambio di identità.

### 2000-2004: la crisi, la ripresa, il conflitto di Pittsburgh
Dall'inizio del secolo molti degli aerei più vecchi vengono ritirati e rimpiazzati con i più moderni e capienti Airbus A320. Inoltre, grazie alla consegna dei primi Airbus A330-300, vengono aggiunte una nuova destinazione europea, Liverpool e svariate mete nei Caraibi.
Tra il 2000 ed il 2001 United Airlines, la principale avversaria di US Airways, ha cercato di acquisire la compagnia per effettuare una fusione, ma senza alcun successo: la trattativa è stata bloccata dal governo degli Stati Uniti.
A seguito degli attacchi terroristici dell'11 settembre, che hanno comportato, tra l'altro, la chiusura temporanea dell'aeroporto di Washington Reagan (principale hub della compagnia), si sono registrati profitti in perdita e il fattore di crescita della compagnia è diminuito. Il colpo, accusato da tutte le compagnie americane, ha causato il fallimento di una delle sussidiarie di US Airways, MetroJet (poi ricapitalizzata nel 2005).
Tra il 2002 ed il 2003, per cercare di tornare ai ritmi di crescita che si registravano nel 2000, vengono attuate svariate politiche per il riempimento degli aerei: vengono stipulati accordi di codeshare con svariate compagnie che operavano voli di collegamento nei Caraibi, e con United Airlines. Nel 2004 inoltre US Airways entra ufficialmente a far parte di Star Alliance. La massiccia estensione del network dovuta ai vari accordi stipulati diede i suoi frutti, e venne ampliata l'offerta di destinazioni europee, aggiungendo Dublino e Shannon.
In questo periodo inoltre, cercando di tagliare i costi, la compagnia minacciò la società che gestiva l'aeroporto di Pittsburgh di abbandonare l'aeroporto se questa non avesse abbassato le tariffe di decollo e atterraggio. Dal canto suo la società rispose che queste tariffe in primo luogo erano ben poca cosa rapportate agli altri costi della compagnia aerea (stipendi, carburante e manutenzioni in primis), ed inoltre si erano rese necessarie in seguito alla modernizzazione dell'aeroporto che, pochi anni prima, era stata chiesta proprio da US Airways. Rifiutando queste motivazioni, la compagnia declassò Pittsburgh da hub a focus city, rivedendo la sua presenza sull'aeroporto. Nel 2014 US Airways operava 41 voli giornalieri, tutti verso destinazioni nazionali: nel 2000 invece erano oltre 500, comprese alcune destinazioni europee e sudamericane.
Il 4 maggio 2004 la compagnia è diventata il quindicesimo membro dell'alleanza Star Alliance.

### L'ultimo decennio
Già da alcuni mesi la US Airways stava cercando di aumentare i profitti instabili per evitare la bancarotta, che era sempre alle porte. Una delle alternative considerate era la fusione con America West Airlines, per via dei network nazionali praticamente complementari e per i costi simili. La fusione riuscì venne creata la nuova livrea, utilizzata ancora oggi. La sede della nuova compagnia è stata fissata a Tempe (Arizona), dove si trovava la sede dell'America West.
Nel 2006 vennero aggiunte nuove destinazione europee, tra cui Lisbona, Stoccolma e Milano (la seconda destinazione italiana). Il numero delle destinazioni salì quindi a 239. In questo periodo inoltre la compagnia effettuò un ordine per 20 Airbus A350 XWB, che era stato da poco presentato.
Nel 2007, grazie alle continue consegne di Airbus A330, avvenne un'ulteriore espansione del network, con l'aggiunta di nuove destinazioni europee ed un potenziamento di alcuni collegamenti interni. Inoltre venne siglato un accordo di code sharing con Air New Zealand. Inoltre si è verificato un miglioramento del servizio di bordo grazie all'introduzione di un sistema di messaggistica, e al miglioramento della qualità dei pasti serviti ai viaggiatori.
Dopo la crisi del 2008, si parla di una possibile fusione tra US Airways ed American Airlnes. Nel 2012 l'interesse di US Airways nei confronti di American Airlines diventa pubblico, mentre nel 2013 gli azionisti di US Airways approvano la fusione. Nel 2015 il marchio smise di esistere.

## Accordi commerciali

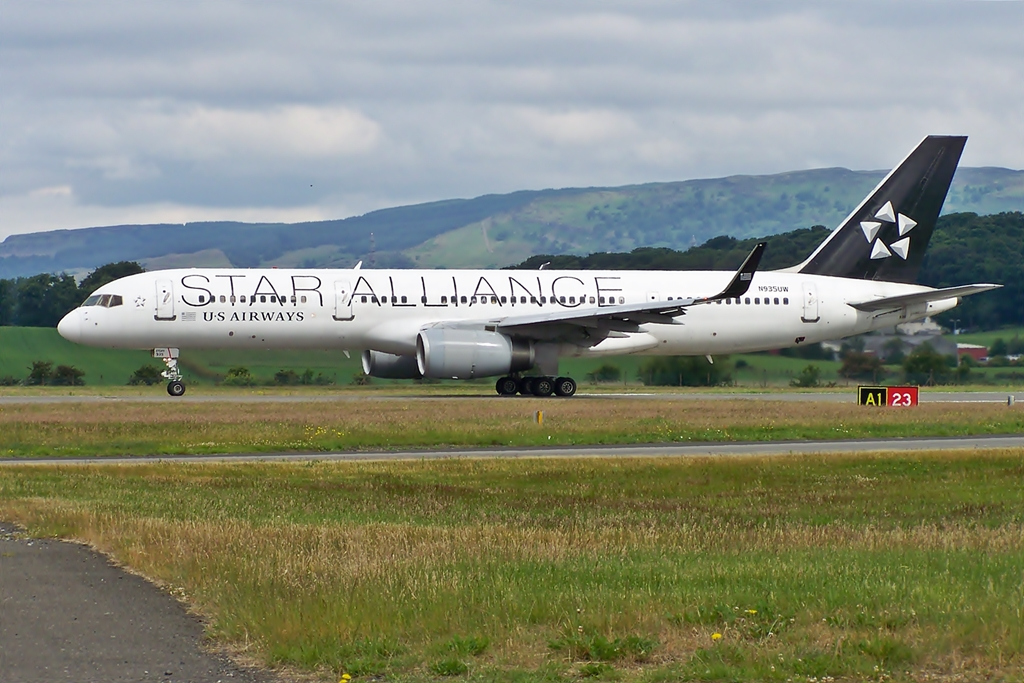
Un Boeing 757-200 in livrea Star Alliance.

Oltre ai membri dell'alleanza Star Alliance, nel 2014 US Airways aveva accordi di codeshare con:
- Hawaiian Airlines
- Qatar Airways
- Royal Jordanian

### Alleanze
Nel maggio del 2004, US Airways è entrata a far parte di Star Alliance, rimanendo nell'alleanza fino alla fusione con American Airlines nel 2014.

## Flotta

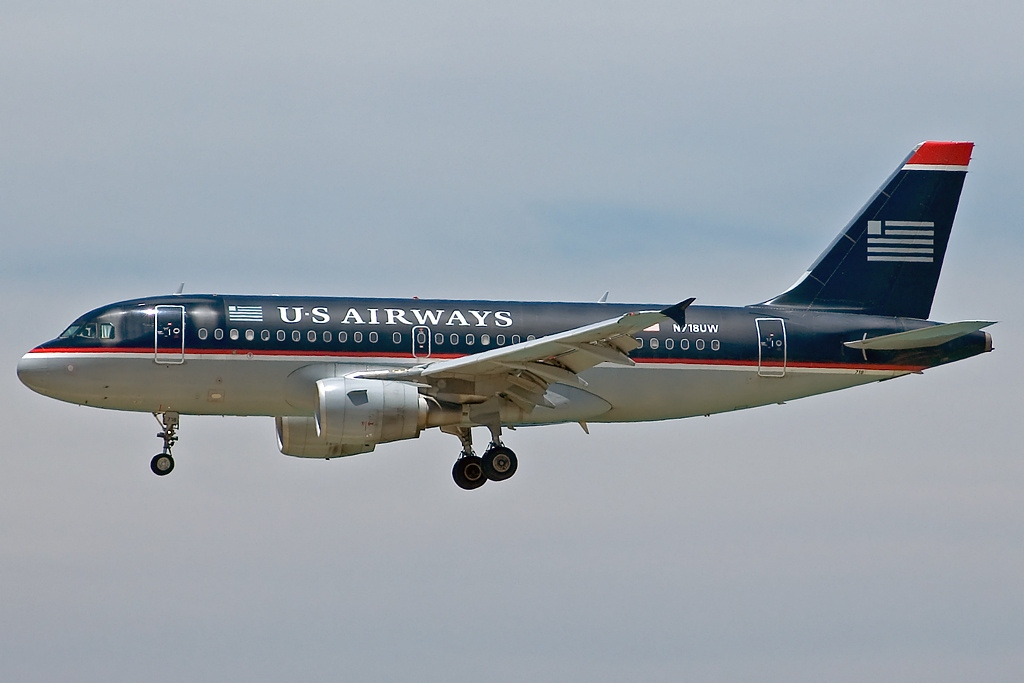
Un Airbus A319-100 con la livrea del 1997.

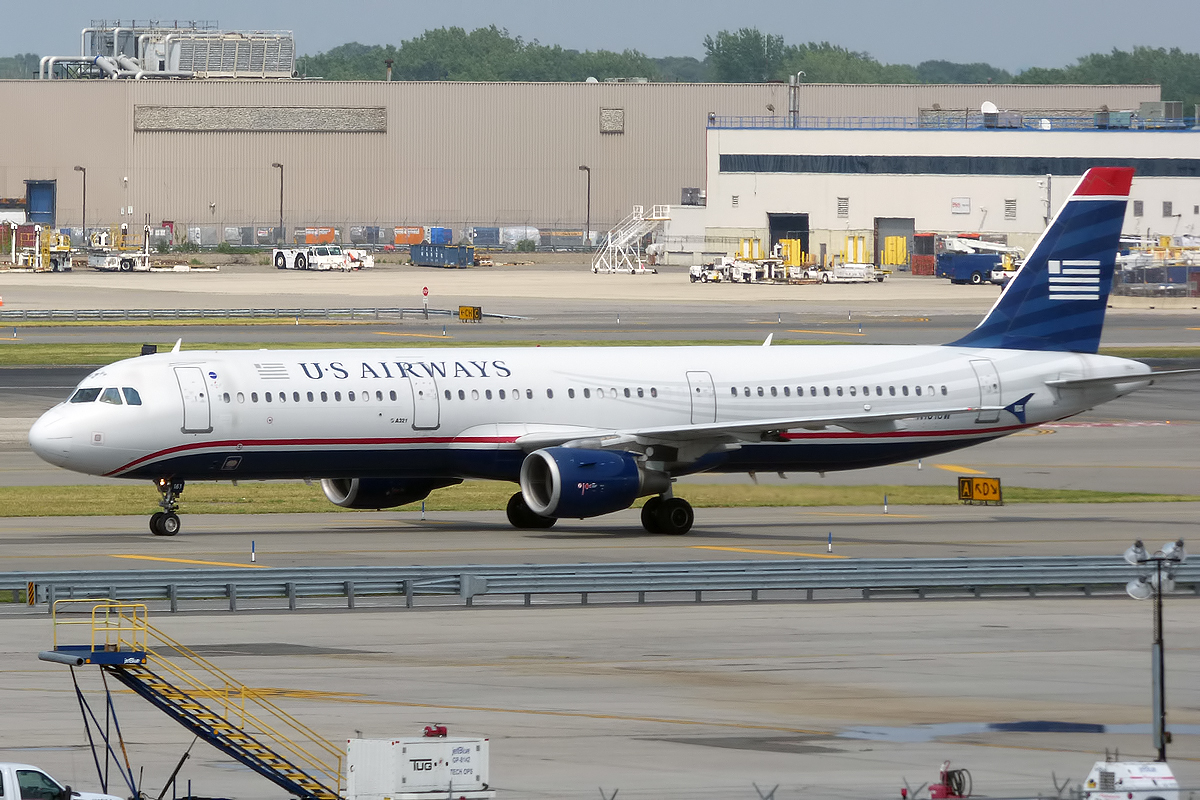
Un Airbus A321-200 con la livrea del 2005.

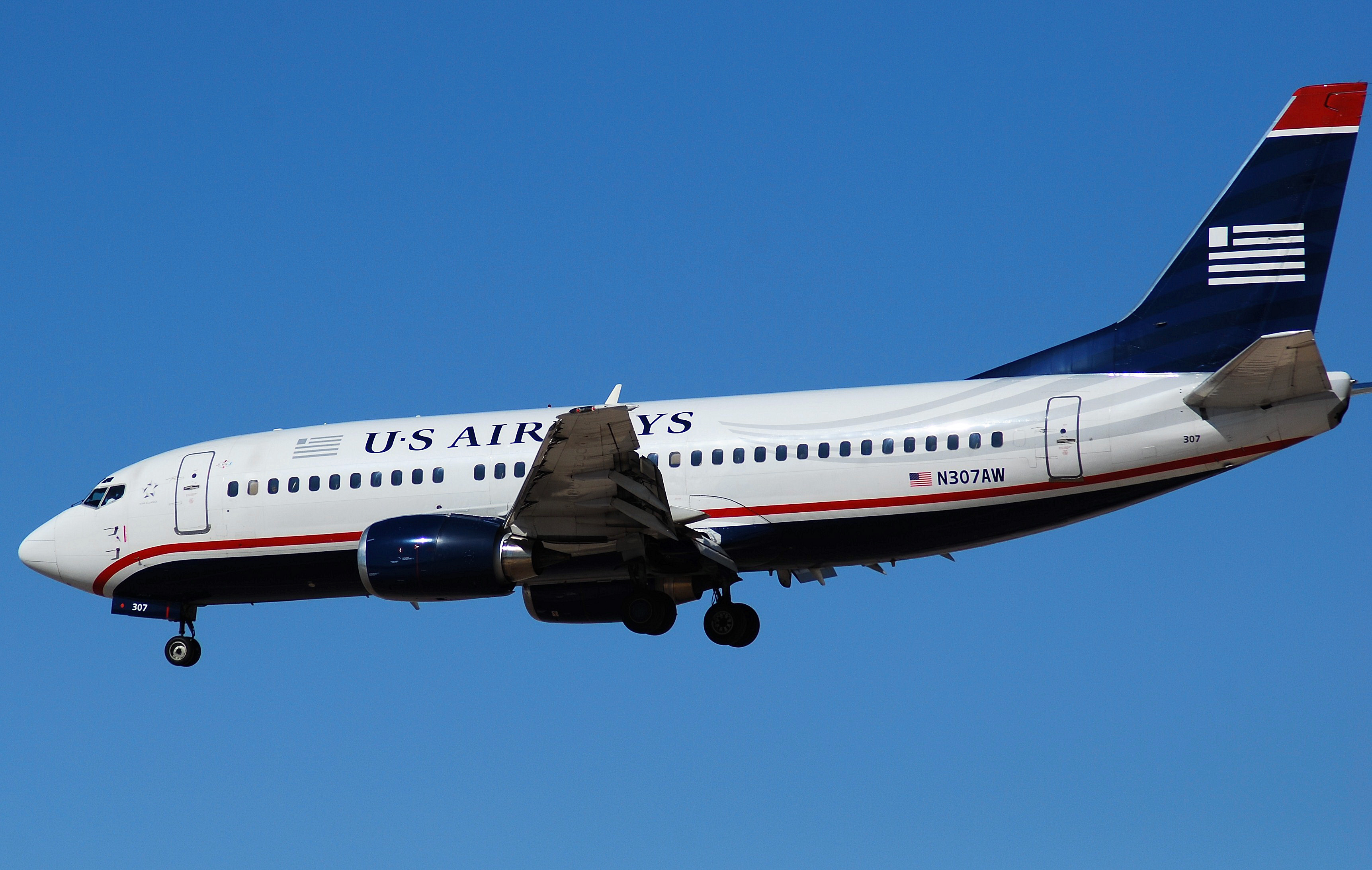
Un Boeing 737-300.

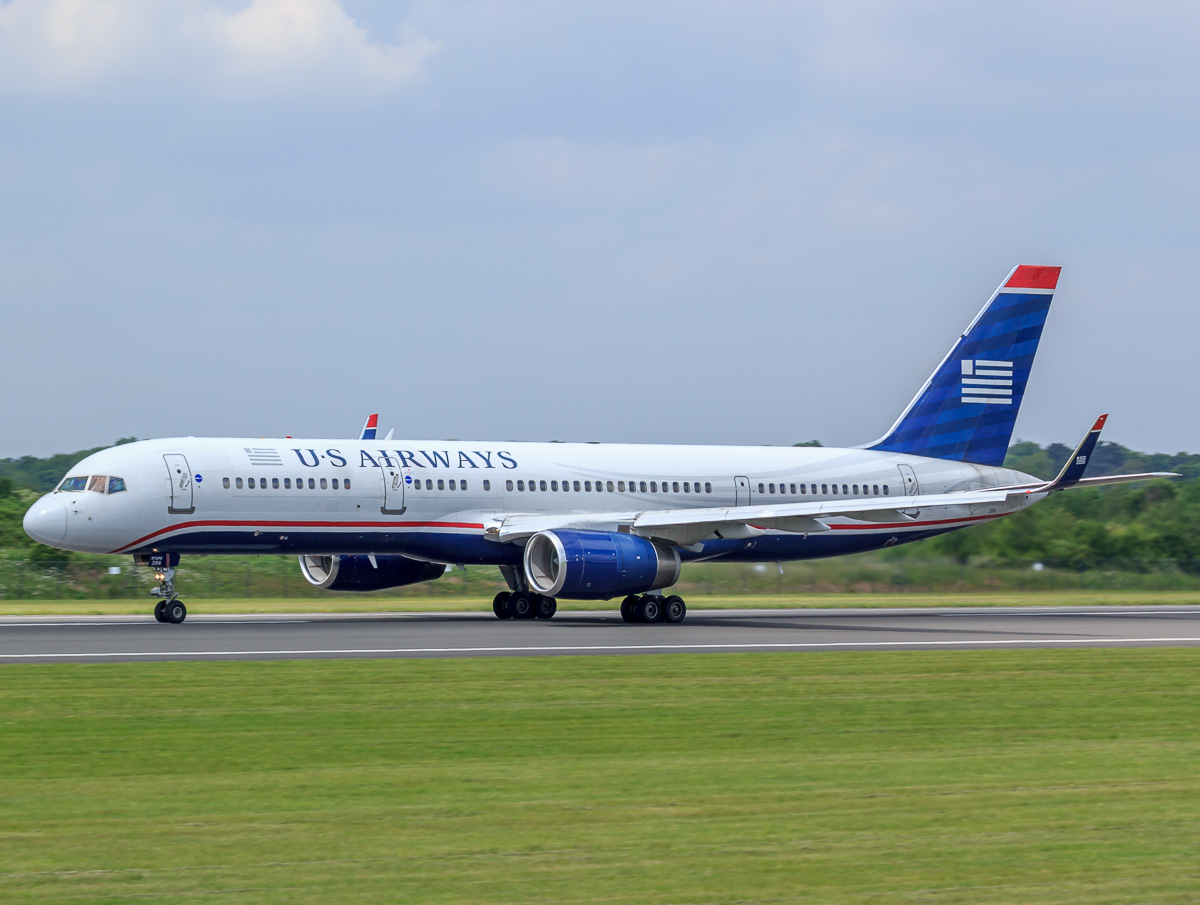
Un Boeing 757-200.

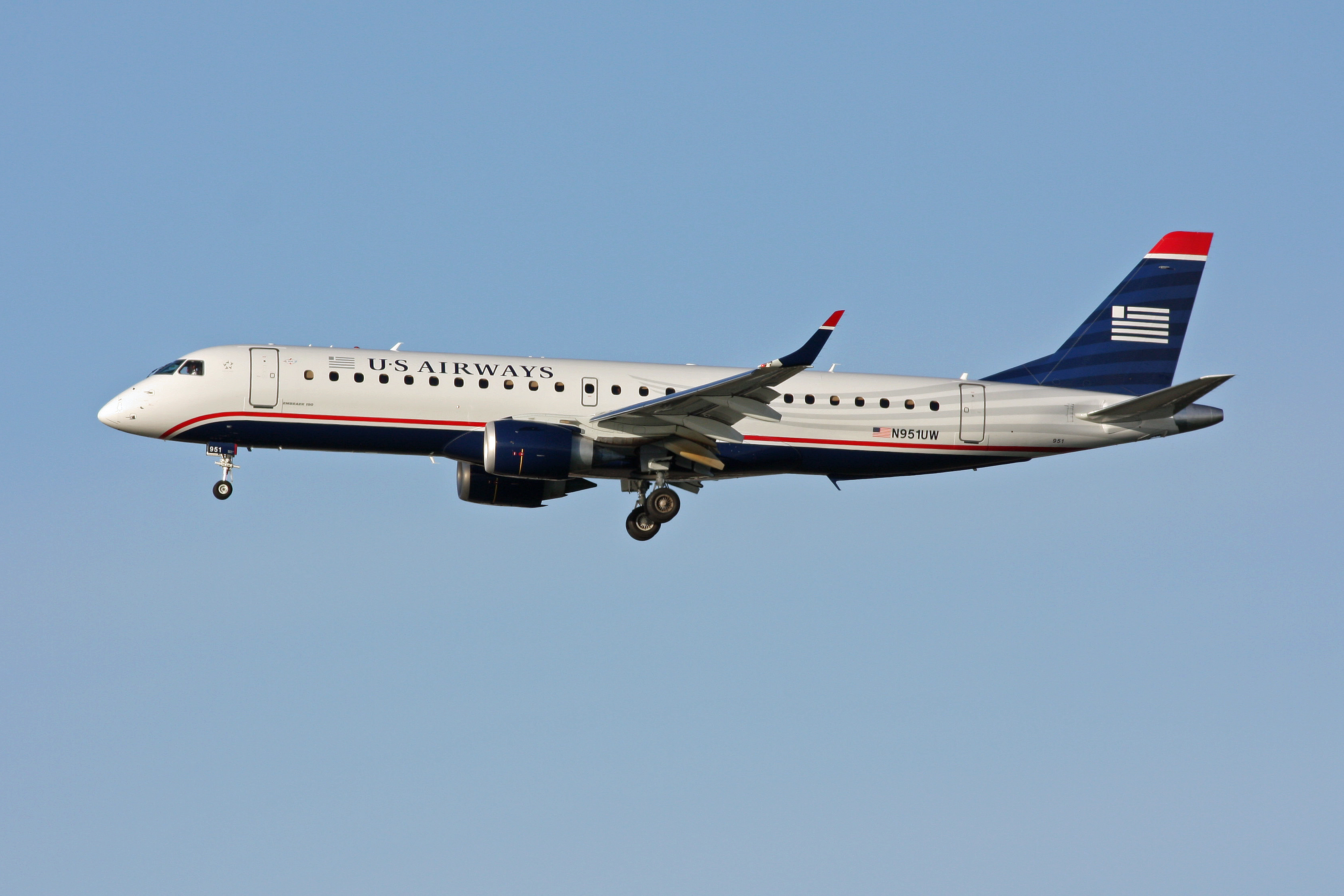
Un Embraer E-190.

### Flotta alla chiusura
Al momento della fusione con American Airlines, nel dicembre 2013, la flotta di US Airways consisteva nei seguenti aeromobili:
L'intera flotta e i relativi ordini, ad esclusione di quelli per gli Airbus A350, sono stati trasferiti ad American Airlines.

### Flotta storica
In totale, nel corso degli anni US Airways ha operato con i seguenti aeromobili, escludendo quelli posseduti sotto i nomi del passato:

## Incidenti
- Il 20 settembre 1989 il volo USAir 5050, un Boeing 737-400, si è schiantato nell'East River dopo un fallito tentativo di decollo all'aeroporto di LaGuardia. Durante il decollo il capitano, anziché usare il timone di coda, ha tentato di correggere la rotta con lo sterzo del carrello anteriore, causandone la rottura. Poiché l'aereo si trovava già oltre la metà della pista, il tentativo di annullare il decollo non è riuscito e l'aereo ha impattato contro una barriera posta a fine pista, rompendosi in 3 tronconi e finendo nel fiume. 2 dei 61 occupanti sono morti.[19]
- Il 1º febbraio 1991 il volo USAir 1493, operato con un Boeing 737-300, atterrò all'aeroporto di Los Angeles sulla stessa pista sulla quale si trovava un Fairchild Metroliner di SkyWest Airlines, pronto per il decollo. Nello schianto e nel successivo incendio morirono 34 persone (tutte le 12 a bordo del Metroliner più 22 delle 89 a bordo del Boeing). La causa è un errore del controllo del traffico aereo che ha autorizzato entrambi i velivoli all'uso contemporaneo della stessa pista.
- Il 22 marzo 1992 il volo USAir 405, un Fokker F28, è caduto in mare poco dopo il decollo dall'aeroporto di New York-LaGuardia a causa della grande quantità di ghiaccio presente sulle ali, causando la morte di 27 dei 51 occupanti.
- Il 2 luglio 1994 il volo USAir 1016, un Douglas DC-9, si è schiantato a terra durante l'avvicinamento all'aeroporto di Charlotte. L'incidente è stato causato dalle condizioni meteorologiche: poiché la serata era caratterizzata da forte pioggia, il comandante ha deciso di ritentare l'atterraggio in un secondo momento effettuando una riattaccata. Tuttavia, durante la risalita in quota, il velivolo è stato investito da un improvviso fenomeno di microburst, che lo ha schiacciato al suolo. 37 dei 57 occupanti sono deceduti.[20]
- L'8 settembre 1994 il volo USAir 427, un Boeing 737-3B7, si è schiantato al suolo a causa di un malfunzionamento del timone durante una turbolenza. L'impatto col terreno, avvenuto alla velocità di circa 480 km/h, ha determinato la morte di tutti i 132 occupanti.[21][22]
- Il 15 gennaio 2009 il volo US Airways 1549, un Airbus A320-200, ha effettuato un ammaraggio di emergenza nel fiume Hudson in seguito ad un doppio bird strike. Tutti i 155 occupanti sono stati tratti in salvo e, successivamente, l'aereo è stato dismesso per i danni subiti.
- Il 13 marzo 2014 il volo US Airways 1702, un Airbus A320-200, a causa di un guasto al carrello anteriore durante il decollo, ha fatto sbattere violentemente il muso dell'aereo sulla pista. I 149 passeggeri a bordo e i cinque membri dell'equipaggio hanno evacuato in pochi minuti il velivolo. L'incidente non ha causato feriti gravi e solo un passeggero ha richiesto assistenza medica.